# Brandanschlag Cinema Rex

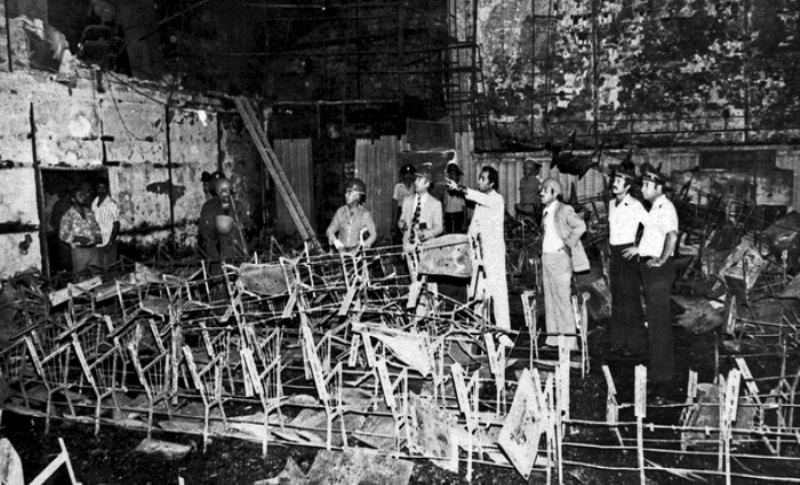
Innenraum des Kinos Rex nach dem Brand

Am 19. August 1978 (28. Mordad 1357) wurde ein Brandanschlag auf das Cinema Rex in Abadan im Iran verübt, bei dem 422 Personen zu Tode kamen. Die hohe Anzahl der bei dem Brand Getöteten löste gewalttätige Proteste erst in Abadan und später im ganzen Iran aus. Die Oppositionsbewegung behauptete, dass der Anschlag vom Geheimdienst SAVAK im Auftrag von Mohammad Reza Schah begangen worden sei. Bereits vor der Islamischen Revolution konnte geklärt werden, dass Mitglieder der Geistlichkeit aus Qom auf Anweisung Chomeinis den Anschlag in Auftrag gegeben hatten. Der Anschlag auf das Cinema Rex in Abadan war Teil einer Serie von 28 Brandanschlägen, die an diesem Tag im ganzen Iran stattfanden. Das Datum des 28. Mordad war von den Planern der Brandanschläge gewählt worden, um an den 25. Jahrestag des Sturzes von Mohammad Mossadegh, den 28. Mordad 1332 (19. August 1953), zu erinnern.

## Der Brand
Das Feuer brach während einer Vorstellung des 1976 im Iran produzierten sozialkritischen Schwarz-Weiß-Films Gavaznha (Hirsche) des Regisseurs Masoud Kimiai mit Behrouz Vossoughi, Faramarz Gharibian und Nosrat Partovi aus. Der Film erzählt die Geschichte des Einbrechers Qodrat, der nach einem Einbruch von der Polizei verfolgt wird und sich und das Diebesgut im Haus seines Freundes Rasul verstecken will. Qodrat will seinem drogenabhängigen Freund helfen, sich von den Drogen zu lösen. Als die Polizei vor dem Haus erscheint, denkt Qodrat, dass Rasul ihn verraten habe, und erschießt ihn. Als er erkennt, dass sein Freund Rasul unschuldig ist, stellt er sich der Polizei. Im Originaldrehbuch endet der Film mit einem dramatischen Schusswechsel zwischen Qodrat und der Polizei, bei der Qodrat ums Leben kommt. Nach Auflagen der Zensur wurde der Schluss der im Iran gezeigten Version dahingehend geändert, dass Qodrat sich der Polizei stellt.
Obwohl Feuerwehr und Polizei sofort zur Stelle waren, gelang es nicht, das Feuer zu löschen oder die Eingeschlossenen zu befreien. Polizei und Staatsanwaltschaft nahmen unmittelbar nach der Beendigung der Löscharbeiten die Ermittlungen auf.
Gerüchte machten die Runde. Die Türen des Kinos seien mit Ketten verriegelt gewesen und deswegen hätten die Kinobesucher nicht ins Freie gelangen können. Auch sei die Feuerwehr erst zwanzig Minuten nach dem Feueralarm mit leeren Tankwagen am Brandort eingetroffen. Passanten, die versucht hätten, in das brennende Kino zu gelangen, um den Eingeschlossenen zu helfen, seien von der Polizei daran gehindert worden.

## Reaktionen

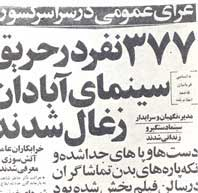
Schlagzeile am Tag nach dem Brand: „Öffentliche Trauer im ganzen Land – 377 Personen sind bei einem Brand in einem Kino in Abadan umgekommen“

Die Bevölkerung von Abadan stand unter Schock. Die Anzahl der bei dem Brandanschlag getöteten Personen wurde zunächst mit 377 angegeben. Später wurde die Zahl auf 430 Tote korrigiert. Das Personal des Friedhofs von Abadan sprach von 600 Toten, die nach dem Brand beerdigt worden seien. Das Kino gab die Zahl der verkauften Eintrittskarten mit 650 an. Viele Opfer waren bis zur Unkenntlichkeit verbrannt, so dass eine Identifizierung und namentliche Bestattung praktisch ausgeschlossen war.
Mohammad Reza Schah sprach anlässlich des Brandanschlages von der Großen Angst, die im Iran bald herrschen würde, wenn die Opposition an die Macht käme. Er wollte damit den Unterschied gegenüber seiner Zukunftsvision für den Iran, der Großen Zivilisation, deutlich machen. Die Regierung unter Premierminister Dschamschid Amusegar wirkte wie gelähmt. Schahbanu Farah Pahlavi wollte sich umgehend nach Abadan begeben, um die Familien der Opfer zu besuchen und ihnen ihr Beileid auszusprechen. Premierminister Amusegar hielt es aber für besser, erst einmal die Ermittlungsergebnisse abzuwarten.
In dieser Situation von Schock und Trauer meldete sich drei Tage nach dem Brandanschlag Chomeini aus seinem Exil im Irak mit einem offenen Brief an die Einwohner von Abadan zu Wort. In diesem Brief schrieb er unter anderem, dass er der Überzeugung sei, dass kein Muslim der Urheber einer solch grausamen Katastrophe sein könne. Es sei ganz klar, dass die Hände des grausamen Systems am Werk seien, um die islamische Bewegung in ein schlechtes Licht zu rücken. Einen Tag vorher, am 21. August, hatte Chomeini an die Mitglieder von Nehzat Azadi, einer Partei der Nationalen Front, und ihren Führer Mehdi Bāzargān geschrieben, dass Mohammad Reza Schah mit Brand und Zerstörung die sich für die Gerechtigkeit einsetzende iranische Widerstandsbewegung vor der Welt schlecht machen wollte. Es sei ihre Pflicht, seine satanischen Pläne in der Welt bekannt zu machen, und es nicht zu erlauben, dass ihre humane islamische Bewegung beschmutzt werde.
Die Oppositionsbewegung begann daraufhin Demonstrationen im ganzen Land zu organisieren. In Deutschland, Belgien, Dänemark und den Niederlanden besetzten iranische Studenten zusammen mit deutschen, belgischen, dänischen oder niederländischen Kommilitonen die Botschaftsgebäude des Iran und forderten den Rücktritt des Schahs. Am 27. August bot Premierminister Amusegar seinen Rücktritt an. Mohammad Reza Schah nahm das Rücktrittsgesuch an, eine Entscheidung, die er später bereute. Neuer Premierminister wurde Dschafar Scharif-Emami.

Chomeini war in der Zwischenzeit nicht untätig geblieben. Um der Welt klarzumachen, wer der wahre Schuldige des Brandanschlags von Abadan ist, gab er am 14. September 1978 einem Radioreporter von Radio-TV-France folgendes Interview: 

„Es ist der Schah, der unserer Nation und unseren Männer und Frauen die Freiheit geraubt hat. Es ist der Schah, der niemandem erlaubt zu atmen. Es ist der Schah, der Kinos gebaut hat, um unsere Jugend mit kolonialistischen Programmen moralisch zu verderben. Jungen und Mädchen haben jeden Anstand und jede Moral verloren. Sie sind sich nicht bewusst, in welch katastrophaler Situation sich der Iran befindet. Die Kinos des Schahs sind ein Zentrum der Prostitution. Sie fördern die Entwicklung eines künstlichen Menschen, der weder von sich selbst noch von der katastrophalen Situation des Landes eine Vorstellung hat. Die Islamische Nation kennt diese Zentren der Unmoral ganz genau. Sie weiß, dass sie gegen das Wohl unseres Landes gerichtet sind. Ohne dass die Geistlichkeit ausdrücklich etwas sagt, weiß jeder, dass diese Zentren der Unmoral zerstört werden müssen.
Das Cinema Rex in Abadan wurde allerdings durch Schah-Elemente in Brand gesteckt. Der Schah hat immer von der großen Angst gesprochen, die im Iran herrschen wird, wenn seine Gegner an die Macht kommen. Mit dem Brand in Abadan wollte er zeigen, wie die Große Angst aussieht. Er hat mit unglaublicher und kaum zu überbietender Brutalität mehr als 400 Personen verbrennen lassen.
Schlechter noch als Kinos sind die Banken, die eine große Rolle bei dem Bankrott und der Unterentwicklung des Iran spielen. Die Nation weiß ganz genau, dass diese Zentren unsere Wirtschaft in den Ruin treiben und deshalb in Brand gesteckt werden müssen.“

## Ermittlungen vor der Islamischen Revolution
Bei so viel Politik schienen die eigentlichen Ermittlungen zu dem Brandanschlag aus dem Blickfeld zu geraten. Siavash Amini Ale Agha, Polizeioberst, Direktor der Informationsabteilung der Polizei und Antiterror-Experte, war sofort nach dem Ende der Löscharbeiten an den Ort des Geschehens geeilt, um nach Spuren eines möglichen Brandanschlages zu suchen und eventuelle Beweise zu sichern. Er fand einige zerbrochene Flaschen in der Lobby des Kinos. Bei den Ermittlungen sagte er aus, dass es sich um eine genau geplante Brandstiftung gehandelt haben müsse. In seinem Bericht schrieb er, dass als erstes die Holztüren des Zuschauerraums in Brand gesteckt worden seien. Die Wände des Kinos waren vollständig aus Holz gewesen und hatten deshalb schnell in Flammen gestanden. Auf den hölzernen Wänden war eine PVC-Verkleidung angebracht, die sofort Feuer gefangen haben musste. Die Versuche der Feuerwehr, den Brand von außen zu löschen, mussten nach seiner Einschätzung fehlschlagen, da das Feuer innerhalb weniger Minuten den gesamten Zuschauerraum erfasst haben musste. Für Polizei und Helfer war eine Rettung der Eingeschlossenen aufgrund der Baukonstruktion des Kinos faktisch ausgeschlossen. Das Kino war im ersten Stock einer Einkaufspassage gelegen. Der Eingang zum Kino lag im Innern der Passage. Über eine Treppe gelangte man in eine L-förmige Lobby, von der drei Türen in den Zuschauerraum gingen. Im hinteren Teil des Zuschauerraums war ein einziger Notausgang, der über eine Treppe ins Freie führte. In der Regel war der Notausgang verschlossen. Nach dem Ende einer Vorstellung verließen die Zuschauer das Kino über dieselbe Treppe, die auch als Aufgang diente. Im Falle eines Brandes der Türen des Zuschauerraums gab es keine weitere Möglichkeit, den Zuschauerraum zu verlassen.
Hossein Takbalizadeh, der später als einer der Täter ermittelt werden konnte, blieb zunächst einige Tage unbehelligt in Abadan und fuhr dann nach Bandar Abbas, um weiterer Verfolgung zu entgehen. Drei Monate nach dem Brand kehrte er nach Abadan zurück. Nach seiner Rückkehr aus Bandar Abbas erzählte er seinen Freunden und seiner Mutter, dass er an dem Brand des Cinema Rex beteiligt gewesen sei. Seine Mutter erzählte dies wiederum einer Bekannten, die umgehend wieder ihren Bekanntenkreis informierte. Bereits nach wenigen Tagen wusste die ganze Stadt, wer das Feuer des Cinema Rex gelegt hatte. Hossein Takbalizadeh wurde im November 1978 von der Polizei verhaftet und blieb bis zur Islamischen Revolution ohne Gerichtsverfahren im Gefängnis.

Bei seiner Vernehmung sagte Hossein Takbalizadeh wie folgt aus:

„Ich war heroinabhängig und finanzierte meine Drogensucht mit dem Verkauf von Heroin. In unserem Bezirk lernte ich Asghar Noruzi kennen. Er nahm mich zur Moschee und zu den Gottesdiensten mit. Meine neuen Freunde sagten, Du musst mit den Drogen ein Ende machen. Sie schickten mich zur Entziehung in ein Krankenhaus nach Isfahan. Geheilt kam ich nach Abadan zurück.
In der Moschee lernte ich Farajollah Bazrkaar, dessen Bruder Fallah und Yadollah kennen. Wir fuhren regelmäßig an die Grenze zum Irak und brachten Bücher und Kassetten mit den Ansprachen von Chomeini nach Abadan. Nach einiger Zeit wollte ich mich an diesen Aktionen nicht mehr beteiligen, da ich das Ganze für sinnlos hielt. Ich fuhr nach Isfahan, um mein Geld wieder mit dem Verkauf von Drogen zu verdienen. Nach einiger Zeit entschied ich mich, wieder nach Abadan zurückzukehren.
Am Mittag des 28. Amordad 1357 traf ich Farajollah, Fallah und Yadollah. Wir wollten an diesem Tag ein Kino in Brand setzen. Wir kauften vier Flaschen Verdünner und gingen zum Kino Soheyla. Dort schütteten wir den Verdünner auf den Boden des Vorraumes, doch plötzlich kamen Besucher, und wir mussten warten, bis die Besucher im Zuschauerraum verschwunden waren. Als wir dann den Verdünner in Brand setzen wollten, war er bereits verflogen. Wir verließen das Kino Soheyla unverrichteter Dinge. Um 8 Uhr abends aßen wir an einem Grillstand zu Abend und kauften im Basar weitere Flaschen Verdünner und Öl, um eine brennbare Mischung herzustellen. Mit einem Taxi fuhren wir ins Kino Soheyla, doch der Eingang des Kinos war bereits geschlossen. Zu Fuß gingen wir ins Zentrum von Abadan und kamen am Cinema Rex vorbei, das wir dann in Brand setzten.“

Der Täter war gefunden und der Prozess gegen Hossein Takbalizadeh hätte beginnen können. Doch auf den unteren Etagen der örtlichen Abteilung des Justizministeriums blockierte man alle weiteren Schritte. Premierminister Scharif-Emami, der ein Regierungsprogramm der nationalen Versöhnung verkündet hatte, fiel nicht weiter auf, dass das Verfahren in der Sache Cinema Rex nicht voranging. Ein Gerichtsverfahren, das Mohammad Reza Schah als Auftraggeber und den SAVAK als Täter hätte entlasten können, aber die revolutionäre Geistlichkeit, insbesondere Chomeini, als Auftraggeber des Brandanschlags belastet hätte, kam nicht zu Stande. Der erst im Juni 1978 neu ins Amt gekommene Direktor des SAVAK Nasser Moghadam verhinderte die Veröffentlichung der bisherigen Ermittlungsergebnisse, welche die Geistlichkeit schwer belastet hätte. Offensichtlich glaubte die Regierung, dass die die Geistlichkeit belastenden Ergebnisse der Ermittlungen zu den Hintermännern des Brandanschlags in Abadan den Erfolg der Versöhnungspolitik des Premierministers konterkarieren würden. Es musste also bereits vor dem Sturz des Schahs klar gewesen sein, dass höchste Kreise der Geistlichkeit aus Qom in den Brandanschlag in Abadan verwickelt waren.

## Takbalizadeh während der Islamischen Revolution
Am 22. Bahman (11. Februar) 1979 wurden in den ersten Tagen der Islamischen Revolution sämtliche Gefängnisse geöffnet. An diesem Tag kam auch Hossein Takbalizadeh frei. Er fuhr zunächst nach Isfahan und dann weiter nach Teheran, um sich bei Chomeini als der Attentäter von Abadan vorzustellen. Aufgrund des großen Andrangs ließ man ihn aber nicht zu Chomeini. Takbalizadeh fuhr wieder nach Isfahan und dann zurück nach Abadan. In Andimesk kaufte er die Zeitschrift Javanan und entdeckte sein Bild mit der Bildunterschrift: „Der SAVAK-Killer ist aus dem Gefängnis ausgebrochen“. Zurück in Abadan ging Takbalizadeh zu dem neu bestimmten Parlamentsabgeordneten Rashidian. Rashidian gab ihm den Rat, er solle erst einmal zu Hause bei seiner Mutter bleiben, bis eine Lösung gefunden sei. Takbalizadeh wollte aber Klarheit darüber haben, ob er jetzt ein freier Mann sei. Deswegen ging er zum Komitee 48 sowie zum neuen Gouverneur von Abadan, Kiavash. Kiavash ließ ihn nach Teheran zu Haschem Sabbaghian, dem ersten Innenminister der Islamischen Republik, überstellen. Innenminister Sabbaghian entließ Takbalizadeh erst einmal nach Hause, um sich mit Premierminister Mehdi Bāzargān zu besprechen. Takbalizadeh kehrte über Isfahan nach Abadan zurück. Innenminister Sabbaghian ließ nichts mehr von sich hören.
Hossein Takbalizadeh schrieb daraufhin an die Zeitschrift Javanan: Ich muss daran erinnern, dass ich nach dem Sieg der Islamischen Revolution als Kämpfer nach Palästina gehen wollte. Aber was ihr mit mir gemacht habt, hat mein Leben zerstört. Jetzt muss ich abwarten, was mit mir geschieht. Hossein Takbalizadeh ließ der nachweislich falsche Vorwurf, ein SAVAK-Agent zu sein, keine Ruhe. Er wandte sich an Ayatollah Taheri und Ayatollah Khademi. Beide lehnten es ab, tätig zu werden. Jetzt reichte es Takbalizadeh. Er fuhr nach Qom, um endlich Chomeini zu treffen, um seinen Fall ein für alle Mal zu klären. Doch in Qom ließ man ihn nicht so ohne Weiteres bei Chomeini vorsprechen. Also schrieb er einen Brief an Chomeinis Büro und bat um einen Termin:

„Ich bin Hossein Takbalizadeh, einer der Kämpfer des Islam. Ich bin unschuldig und auf der Grundlage eines Komplotts beschuldigt worden, den Brand des Cinema Rex verursacht zu habe. Mein Foto wurde in der Zeitschrift Javanan abgedruckt. Jetzt da mit Hilfe Gottes und eines Aufstandes aller Klassen der Nation der Schah beseitigt wurde, und der Islam sein wahres Gesicht gezeigt hat, sich überall Recht und Gerechtigkeit verbreitet, hoffe auch ich auf den Sieg der Gerechtigkeit. Ich wurde von der Vereinigung der kämpfenden Geistlichkeit für diese schreckliche Mission ausgewählt. Und jetzt, nach dem erfolgreichen Wechsel des Regimes, werde ich als SAVAK-Agent bezeichnet. Nach dieser Anschuldigung finde ich keine Arbeit mehr, ich kann meinen Lebensunterhalt nicht mehr verdienen, und man lässt mich nicht mehr in die Mosche, um die glorreichen und fruchtvollen islamischen Predigten der Ayatollahs zu hören. Ich bitte meinen allwissenden Führer und liebenden Vater, meinen Fall so schnell wie möglich zu bearbeiten.
Das Büro von Chomeini schrieb: ‚Im Namen Gottes, Herr Takbalizadeh, gehen Sie zu Hojatolleslam Jami, der Mitglied der Vereinigung der kämpfenden Geistlichkeit ist und die Verantwortung in Abadan hat. Seien Sie sicher, wenn Sie nicht von dieser Sünde, von der Sie immer reden, beschmutzt sind, wird die Gerechtigkeit Gottes Sie retten.‘“

Chomeini schickte Takbalizadeh nach Abadan zurück. Vor dem Haus seiner Mutter erwarteten ihn bereits die Angehörigen der Opfer und die Polizei, die ihn umgehend verhaftete.

## Ermittlungen nach der Islamischen Revolution
Nicht nur Takbalizadeh, sondern auch die Familien der Opfer hatten sich in der Zwischenzeit an Chomeini gewandt, um die Umstände des Tathergangs endlich aufklären zu lassen und die Schuldigen ihrer Strafe zuzuführen. Am 10. Esfand (1. März) hatte ein Vater, der fünf Kinder bei dem Brand verloren hatte, einen Termin bei Chomeini. Bei diesem Treffen hatte er ihm einen Brief übergeben, der von allen Familien der Opfer unterschrieben worden war. In dem Brief forderten die Angehörigen der Opfer, dass man die Täter endlich finden und bestrafen solle. Doch nichts geschah.
Am 9. Mehr 1358 (1. Oktober 1979) ging eine 25-köpfige Delegation der Opferfamilien zu Chomeini und forderte ultimativ die Aufklärung des Falles. Chomeini schickte sie weg. Doch die Opferfamilien erschienen zu einem weiteren Termin. Dieses Mal beauftragte Chomeini Generalstaatsanwalt Ayatollah Ali Ghoddusi, den Fall zu bearbeiten. Es geschah wieder nichts. Sie gingen zu Scheich Ali Tehrani, der sich bereit erklärte, den Fall zu bearbeiten, wenn er einen schriftlichen Auftrag bekäme. Scheich Ali Tehrani ist der Schwager von Ayatollah Ali Chamenei, dem späteren Nachfolger von Chomeini. Es geschah nichts.
Am 29. Farvardin 1359 (18. April 1980) veröffentlichten die Familien der Opfer eine Denkschrift, um die Öffentlichkeit darauf aufmerksam zu machen, dass sie einen dreitägigen Sitzstreik, begleitet von einem Hungerstreik, beginnen wollten. Sollte der Fall nicht endlich bearbeitet werden, würden sie den Sitzstreik unbefristet fortsetzen. Am Ende dauerte der Sitzstreik viereinhalb Monate bis zum 11. Amordad (2. August). Die Forderungen der Streikenden waren: 1. Die Einrichtung eines Sondergerichts, vor dem alle Beschuldigten und alle Zeugen in öffentlicher Sitzung aussagen müssten. 2. Alle Sitzungen des Sondergerichts müssten live im Fernsehen und Radio übertragen werden. Zwei Tage nach Beginn des Sitzstreiks auf dem Platz vor dem Finanzamt von Abadan nannte Ayatollah Azari Ghomi die Streikenden Gegner der Revolution. Am 1. Ordibehesht 1359 (21. April 1980) wurde die Polizei, die zum Schutz der Streikenden abgeordnet war, auf Anordnung von Ayatollah Ghomi abberufen. Nach zwölf Streiktagen war es dann soweit. Es wurde eine Sonderkommission eingerichtet, um den Fall zu bearbeiten. Der Leiter der Sonderkommission weigerte sich allerdings, die Familien der Opfer in die Ermittlungen einzubeziehen, was wiederum zu massiven Protesten der Opferfamilien führte. Sie warfen den Behörden vor, Angst davor zu haben, die wahren Schuldigen zu benennen. Der Streik wurde daher fortgesetzt. Am 23. Chordad 1359 (13. Juni 1980) kamen Tschomaghdar – eine Schlägertruppe der Hisbollah –, um den Streik aufzulösen und die Streikenden zu vertreiben. Die Streikenden ließen sich aber nicht vertreiben. Sie blieben trotz Prügel und Beschimpfungen von Seiten der Behörden auf dem Platz vor dem Finanzamt und setzten ihren Streik fort, da die Bevölkerung von Abadan sie in ihrem Bemühen um Aufklärung unterstützte.
Mitarbeiter der Justizbehörden erklärten, es sei doch klar, wer die Täter seien – nämlich Takbalizadeh und die bei dem Feuer umgekommenen Mittäter. Doch mit dieser Erklärung wollten sich die Familien der Opfer nicht zufriedengeben. Sie wollten wissen, wer hinter den Attentätern stand und wer den Auftrag zu dem Attentat auf das Kino gegeben hatte. Hossein Takbalizadeh erklärte sich bereit, alles offenzulegen. Doch die Behörden verhinderten zunächst seine Aussage und unterbanden jeden Kontakt zwischen ihm und der Öffentlichkeit. Langsam wurde es immer deutlicher, dass die Justizbehörde Angst bekommen hatte. Zweideutige Reden in den Moscheen, im Radio und Fernsehen zu diesem Fall ließen vermuten, dass hier etwas vertuscht werden sollte. Die beharrlich vorgetragene Forderung der Angehörigen der Opfer, dass man endlich den Tathergang des Brandanschlags offenlegen und sowohl die unmittelbaren Tatbeteiligten als auch die Auftraggeber zur Rechenschaft ziehen solle, brachte die Justizbehörden unter Druck. Statt zu ermitteln und anzuklagen, sandte man Schlägertruppen zu den Streikenden und versuchte, die Angehörigen der Opfer einzuschüchtern.
Um 1:30 Uhr morgens am 11. Amordad 1359 (2. August 1980) griffen die Revolutionswächter (Pasdaran) die Streikenden vor dem Finanzamt von Abadan an. Hodschatoleslam Tabatabai, Richter für islamisches Recht in Abadan, hatte den Befehl gegeben, alle Streikenden zu verhaften, abzutransportieren, in die nahe Wüste zu fahren und dort freizulassen. Die Familien der Verhafteten organisierten umgehend eine Demonstration in Abadan, die von den Pasdaran mit Tränengas aufgelöst wurde. Am Nachmittag versammelten sich die Opferfamilien vor dem Metropol-Kino in Abadan und begannen mit einer neuen Demonstration. Es kam zu einer regelrechten Straßenschlacht zwischen den Einwohnern von Abadan und den Pasdaran. Die Forderungen der Demonstranten lauteten: Öffentlicher Zugang zu den Ermittlungsakten. Am folgenden Tag, dem 12. Amordad (3. August), gingen die Einwohner von Abadan zum Friedhof und setzten dort ihre Demonstrationen fort. 15 Tage später, am 27. Amordad (18. August), kam es zum 2. Jahrestag des Brandanschlags zu einer Großdemonstration im Gholamreza-Takhti-Stadion von Abadan. Am folgenden Tag, dem 28. Amordad, organisierten die Geistlichen von Abadan eine Gegendemonstration unter dem Motto: Amerika ist unser Feind.
Nun tauchten erstmals Gerüchte auf, dass die Geistlichen das Feuer in Auftrag gegeben hätten, um die Einwohner von Abadan gegen den Schah aufzustacheln. In ganz Iran waren vor, während und nach der Revolution Kinos, Banken, Bars und Restaurants von sogenannten Revolutionären in Brand gesteckt worden. Auch an die Reden Chomeinis vor der Revolution, in denen er dazu aufforderte, Kinos als Zentrum der Prostitution in Brand zu stecken, begann man sich zu erinnern. Plötzlich passte alles zusammen. Dass die Geistlichkeit vor der Revolution SAVAK-Agenten beschuldigt hatte, das Feuer gelegt zu haben, nach der Revolution aber die Ermittlungen erst verzögerte und jetzt, da mit den Ermittlungen begonnen worden war, die Ermittlungsergebnisse verheimlichte, konnte nur darauf hindeuten, dass die wahren Schuldigen unter der Geistlichkeit zu finden seien. Dass dann am zweiten Jahrestag des Brandanschlages die Geistlichkeit nicht der Brandopfer gedachte, sondern eine Demonstration gegen die USA inszenierte, machte den Bewohnern von Abadan deutlich, dass die Islamische Revolution ihnen nicht wie versprochen Wahrheit und Gerechtigkeit, sondern nur Lügen und Vertuschungen gebracht hatte. Sarafi, Inspektor im Büro des Staatsanwalts von Abadan und offiziell mit den Ermittlungen betraut, erklärte öffentlich, er könne nichts machen, da die Geistlichkeit die Aufklärung des Brandanschlages blockiere. Nach dieser Erklärung wurde er umgehend von dem Fall abgezogen. Die weiteren Ermittlungen wurden jetzt an ein neu geschaffenes islamisches Ermittlungsorgan übergeben. Staatsanwalt Zargar wurde neuer Ermittler. Nachdem auch er feststellen musste, dass er von den Geistlichen unter Druck gesetzt wurde, die Ermittlungen „in die richtige Richtung zu lenken“, trat auch er zurück.
Zum neuen Leiter der Ermittlungen wurde nun Hodschatoleslam Musavi-Tabrizi ernannt. Als erstes ließ er bekanntmachen, dass jeder, der etwas in dieser Sache zu sagen habe, zum Staatsanwalt kommen solle. Das von den Angehörigen der Opfer geforderte Sondergericht wurde endlich eingerichtet.

## Der Prozess
Das Sondergericht, bestehend aus Hodschatoleslam Musavi-Tabrizi und einem weiteren Beisitzer, begann ab Montag, dem 2. Schahrivar 1359 (24. August 1980) zu tagen. Die Sitzungen wurden im Cinema Taj abgehalten. Sie waren öffentlich und wurden im Fernsehen übertragen. Es gab keine Anwälte und keine Geschworenen. Angeklagt waren 25 Personen, ehemalige Mitarbeiter des SAVAK, der Polizei, Leiter der örtlichen Behörden, der Eigentümer, Manager und alle Angestellten des Cinema Rex sowie Mitarbeiter des Wasserwerks und der Feuerwehr.
Zu Beginn der ersten Sitzung forderte der Staatsanwalt für alle Angeklagten die Todesstrafe. Dann erschien der Hauptverdächtige: Hossein Takbalizadeh. Takbalizadeh sagte aus, dass er, Farajollah Bazrkaar und Fallah, mehrere Treffen in der Moschee Ghods (ehemals Moschee Farahabad) mit folgenden Personen hatten:
- Mohammad Rashidian, zu dieser Zeit Lehrer an der Koranschule, heute Parlamentsabgeordneter,
- Mahmood Abolpour, ehemaliger Student der Öluniversität Abadan und heute Leiter der örtlichen Abteilung des Erziehungsministeriums in Abadan, und
- Abdollah Lorghaba, Mitglied der islamischen Vereinigung des Abadan-Flughafens

Alle drei waren religiöse Aktivisten der Hosseinieh von Esfahanis und der Ghods-Moschee. Neben den Treffen in der Moschee habe man sich auch einige Male im Haus von Rashidian getroffen. „Mit Flugzeugbenzin, das Abdollah Lorghaba vom Flughafen mitgebracht habe, gingen wir zum örtlichen Büro der Rastachiz-Partei und haben es in Brand gesetzt.“ Die öffentliche Wirkung dieses Attentats war allerdings sehr gering.

„Aus diesem Grund beschlossen wir, etwas in Brand zu setzen, das eine stärkere öffentliche Wirkung hervorrufen würde, und das vor allem zu Demonstrationen gegen den Schah führen würde. Wir hatten einige weitere Treffen in der Ghods Moschee. Dort wurde uns gesagt, wir sollten das Cinema Soheyla in Brand setzen. Aber an dem Tag, an dem wir das Kino Soheyla in Brand setzen wollten, sahen wir, dass das Kino große Notausgänge hatte, und dass man leicht hätte auf die Straße entkommen können. Ferner war das Buffet des Kinos so gebaut, dass man den Eingang genau im Auge hatte. Auf der anderen Seite des Buffets war die Kasse und die Einlasskontrolle, so dass man uns beim Feuerlegen direkt entdeckt hätte. Deswegen konnten wir das Kino Soheyla nicht in Brand stecken. Selbst wenn es uns gelungen wäre, ein Feuer zu entfachen, hätten alle Kinobesucher leicht auf die Straße fliehen können. Wir kauften zwar Tickets für den laufenden Film, hatten auch das Benzin, in Tüten für Sonnenblumenkerne und andere Knabbereien versteckt, dabei. Aber nach dem Film verließen wir das Kino Soheyla und gingen zum Cinema Rex, um dort die Möglichkeiten eines Brandanschlages auszukundschaften.
Im Cinema Rex lief der Film Gavaznha. Ich und Farajollah gingen mit dem von Abdollah Lorghaba besorgten Flugbenzin ins Kino. Fallah hatte drei Tickets gekauft. Wir gingen ins Kino und sahen uns den Film an. Nach der Hälfte der Vorstellung sind wir aufgestanden und zur Toilette gegangen. Niemand war im Foyer des Kinos. Wir haben das Benzin auf die Türen zum Kinosaal geschüttet. Farajollah hat die hintere Tür des Kinosaals in Brand gesetzt. Ich habe zwei andere Türen in Brand gesetzt. Wir liefen die Treppe zum Ausgang hinab. Niemand hat uns bemerkt. Wir gingen auf die Straße und ich habe Fallah nicht mehr gesehen.“

Nach dieser Aussage rief Hodschatoleslam Musavi-Tabrizi einen Angestellten des Kinos als Zeuge auf. 

„Der Angestellte sagte, dass er sich außerhalb des Kinos aufgehalten habe. Nachdem er den Brand bemerkt habe, sei er ins Kino zurückgegangen. Dort sei er auf den Reinigungsmann getroffen. Beide hätten versucht, die Feuerlöscher in Gang zu setzen. Da sie sich aber mit den Löschern nicht auskannten, hätten sie das brennende Kino fluchtartig verlassen. Der Filmvorführer und ein weiterer Angestellter des Kinos seien zurückgeblieben und unter den Brandopfern.“

Hodschatoleslam Musavi-Tabrizi befragte drei Polizisten und einen Feuerwehrmann. Jeder erklärte, dass sie alles versucht hätten, das Feuer zu löschen und die Kinobesucher zu retten.
Danach sagten Abdollah Lorghaba und Mahmood Abolpour aus. Sie wurden von dem Vorsitzenden Hodschatoleslam Musavi-Tabrizi als Gläubige und Unterstützer der Islamischen Revolution vorgestellt, deren Ziel der Kampf gegen das Schahregime gewesen sei. Nach ihrer Vereidigung bestätigten sie die Aussage von Hossein Takbalizadeh.
Nun wäre der Abgeordnete Mohammad Rashidian, der als Planer des Brandanschlags galt, an der Reihe gewesen. Der Vorsitzende Hodschatoleslam Musavi-Tabrizi erklärte, der Abgeordnete Rashidian sei zu beschäftigt. Er sei bereits telefonisch befragt worden, und es sei nicht notwendig, dass er heute hier erscheine. Im Übrigen könne er jederzeit nachträglich vorgeladen werden, wenn es sich denn als notwendig erweisen sollte.
Hossein Takbalizadeh macht in den folgenden vierzehn Sitzungen des Sondergerichts weitere Aussagen. Nach der Revolution wollte man ihn zunächst ins Ausland senden. Der Pasdar Habibollah Baazyar begleitete Takbalizadeh deshalb nach Isfahan. Sie gingen zu Ayatollah Khademi und Ayatollah Taheri. Von dort fuhr er zum Büro von Haschem Sabbaghian.
Habibollah wurde als Zeuge aufgerufen. Er stellte die Sache so dar, dass Takbalizadeh ein arbeitsloser Bettler sei, dem man habe helfen wollen. Von anderen Sachen wüsste er nichts.
Im Verlaufe des Verfahrens wurde immer deutlicher, dass Mohammad Rashidian zusammen mit Mohammad Kiavash, damals beide Lehrer an der Koranschule und jetzt Abgeordnete im Parlament in Teheran, die Planer des Attentats waren. Es wurde auch öffentlich gemacht, dass Rashidian das Revolutions-Komitee 48 gegründet hatte. Es wurde klar, dass all die genannten Personen am Tag des Brandes miteinander in Verbindung gestanden waren bzw. Kontakt miteinander gehabt hatten. Alle an der Planung des Brandanschlages Beteiligten hatten nach der Islamischen Revolution hohe Posten bekommen. Nur Hossein Takbalizadeh, der den Brand gelegt hatte, war aufgrund der Anschuldigung, er sei ein SAVAK-Agent, leer ausgegangen.
Zum Schluss des Verfahrens erläuterte Hodschatoleslam Musavi-Tabrizi den Tathergang und benannte die Schuldigen. Einer der Hauptverdächtigen, der Abgeordnete Rashidian, wurde freigesprochen. Musavi-Tabrizi erklärte, Rashidian sei Lehrer gewesen. Er habe den Plan eines Brandanschlags auf ein Kino mit einem seiner Schüler besprochen. Der Schüler wiederum habe den Plan einem SAVAK-Agenten verraten. Der SAVAK setzte den Plan um und zündete das Kino mit seinen Leuten an, um später Rashidian und die islamische Bewegung beschuldigen zu können. Die Beweise, dass SAVAK-Agenten den Brandanschlag ausgeführt hätten, seien unwiderlegbar erbracht worden. General Reza Razmi, Chef der Polizei von Abadan, sei für die hohe Zahl der Todesopfer verantwortlich.
Zuvor war der Zeuge Ali Mohammadi, Wachmann der Religionsschule Hosseinieh Esfahani, erschienen. Er bezeugte, dass General Razmi die Eingangstüren des Kinos mit Ketten verschlossen hätte, um die Zuschauer an der Flucht auf die Straße zu hindern. Er habe mit seinem Auto die Türen zum Kino zertrümmern wollen, um den Eingeschlossenen einen Fluchtweg zu eröffnen, doch die Polizei habe ihn daran gehindert.
Diese Aussage stand in krassem Widerspruch zu der Aussage von Shahnaz Ghanbari, die zu Beginn des Brandes mit ihren zwei Kindern auf dem Weg zur Toilette war und dort mit einem anderen Mann, der ebenfalls seine Kinder zur Toilette gebracht hatte, zusammengetroffen war. Alle konnten aus dem Kino durch den Eingang entkommen. Sie sagte aus, dass sie keine Kette an den Türen des Eingangs gesehen hätte. Auch der ehemalige Generalstaatsanwalt von Abadan, Sarafi, der an diesem Abend ebenfalls sofort zum Brandort geeilt war, hatte geschworen, dass er an den Türen des Eingangs keine Ketten gesehen habe.
Ein junger Mann, der sich in der Toilette des Kinos aufgehalten hatte, und, nachdem er den Brand bemerkt hatte, durch das Toilettenfenster auf die Straße gesprungen war und sich dabei ein Bein gebrochen hatte, sagte aus, dass das Feuer im Foyer bereits nach kurzer Zeit so stark gewesen sei, dass niemand vom Zuschauerraum durch das Foyer ins Treppenhaus und dann weiter zum Eingang bzw. Ausgang hätte laufen können.

## Das Urteil
Sechs Beschuldigte wurden zum Tode, die übrigen zu Gefängnisstrafen verurteilt. Die zum Tode verurteilten waren:
- Hossein Takbalizadeh, Haupttäter.
- Major Bahmani, Polizeioffizier. Er war einige Tage vor dem Brandanschlag in Urlaub gefahren und am Tag des Brandanschlags aus dem Urlaub zurückgekehrt. Obwohl offiziell noch im Urlaub, war er, nachdem er von dem Brand gehört hatte, zum Brandort gelaufen, um zu helfen. Ihm wurde vorgeworfen, dass er den Urlaub und seine Rückkehr geplant hätte, um von seiner Tatbeteiligung abzulenken.
- Ali Naderi, Eigentümer des Kinos. Er war 60 Jahre alt und lebte in Teheran. Ihm wurde zur Last gelegt, nicht ausreichend auf die Sicherheit des Gebäudes geachtet zu haben.
- Esfandiar Ramezani, Manager des Kinos. Ihm wurde vorgeworfen, er habe der Sicherheit der Zuschauer zu wenig Aufmerksamkeit geschenkt und keine in Sicherheitsfragen ausgebildeten Angestellten eingestellt.
- Siavash Amini Ale-Agha, Polizeioberst, Direktor Informationsabteilung und Antiterror-Experte. Er war noch während des Brandes zum Kino geeilt, um mit der Untersuchung der Brandursache zu beginnen und Beweise für einen eventuellen Brandanschlag zu sichern. Er hatte in der ausgebrannten Lobby des Kinos einige zerbrochene Flaschen gefunden. Er hatte ausgesagt, dass es sich um eine genau geplante Brandstiftung gehandelt haben müsse.
- Farajollah Mojtahedi, SAVAK-Offizier. Er war kurz vor dem Brand nach Abadan versetzt worden. Das Gericht erklärte, diese Versetzung sei Teil des Plans gewesen, der im Zusammenhang mit dem vom SAVAK ausgeführten Brandanschlag gestanden habe. Während des Gerichtsverfahrens war Mojtahedi bereits erkrankt. Er sagte aus, dass er ein ganz normaler SAVAK-Mitarbeiter gewesen sei, der immer korrekt gearbeitet habe und nie jemanden während seines Dienstes beim SAVAK belangt habe. Seine Versetzung nach Abadan sei ein reiner Routinevorgang gewesen.

Ein Oberst der Polizei, fünf Feuerwehrleute und drei Kinoangestellte wurden zu Gefängnisstrafen von 1 bis 3 Jahren verurteilt. Sie waren beschuldigt worden, absichtlich das Löschen des Feuers verhindert oder verzögert zu haben. Es gab zwar keine Beweise dafür, aber das Gericht sah es als erwiesen an.
Eines der Gerüchte am ersten Tag nach dem Brand war, dass die Löschzüge kein Wasser bei sich führten, was sich während der Verhandlung als definitiv falsch erwiesen hatte. Die Anwohner sagten aus, dass die Feuerwehr sofort mit Wasser aus Tankwagen zu löschen begonnen hatte, bis die Schläuche an den Hydranten angeschlossen waren und über Hydranten gelöscht werden konnte. Der Kommandant der Feuerwehr versuchte, zum Feuerwehreinsatz auszusagen, was aber nicht weiter beachtet wurde.
Lorghaba und Abolpur, die an der Planung beteiligt waren bzw. das Flugbenzin für den Brandanschlag besorgt hatten, waren lediglich als Zeugen geladen worden. Und obwohl sie ihre Verbindung zu Hossein Takbalizadeh nicht geleugnet hatten und dessen Aussage auch bestätigt hatten, wurden sie nicht weiter behelligt.

## Die Hintermänner
Wenige Monate vor dem Brandanschlag in Abadan hatte die Opposition Demonstrationen in Teheran, Täbris, Qom, Maschhad und Isfahan gegen die Regentschaft von Mohammad Reza Schah organisiert. Ganz Iran war in Aufruhr. Nur in Chuzestan blieb die Lage ruhig. In der Region, in der das für die gesamte iranische Wirtschaft so wichtige Öl gefördert wurde, waren die Städte Ahvaz und Abadan unter der Kontrolle der Regierung. Die Ölförderung, die petrochemische Industrie und die Raffinerie hatten den Einwohnern der Provinz erheblichen Wohlstand gebracht. Die Arbeiter von Abadan hatten in den 1950er-Jahren erfolgreich für die Verstaatlichung der Ölindustrie und gegen die britischen Eigentümer der Raffinerie und Ölförderanlagen gekämpft. Nach der Verstaatlichung war die Stadt aufgeblüht, so dass die Bewohner von Abadan keinen Anlass für Demonstrationen gegen die Regierung sahen. Vielmehr war die Mehrheit der Bevölkerung gegen die Oppositionsbewegung gerichtet. Arbeiter der Ölraffinerie forderten Mohammad Reza Schah auf, endlich den Demonstrationen im Land ein Ende zu bereiten, die Unruhestifter zu verhaften und wieder für Recht und Ordnung zu sorgen.

Scheich Ali Tehrani legte 16 Jahre nach dem Brandanschlag in einem Interview mit Ali Reza Meybodi für das in den USA beheimatete Radio „Stimme Irans“ die Hintermänner des Attentats offen. Scheich Tehrani erklärte: 

„Nach der Revolution wurde ich islamischer Richter in Maschhad. Nachdem Chomeini mich unter Druck gesetzt hatte, mich um die Sache Cinema Rex in Abadan zu kümmern, bin ich nach Abadan gegangen, und habe mir die Ermittlungsakten angesehen. In den Akten stand, dass während der Herrschaft des Schahs die Geistlichkeit in Qom beschlossen hatte, in Abadan ‚etwas zu bewegen‘. Abadan zählte zu den Städten, in denen man keine Revolution gegen den Schah organisieren konnte.
Ich habe auch herausgefunden, dass das Kino, das man in Brand stecken wollte, zunächst nicht das Cinema Rex war. Vier Lehrer der Koranschule von Qom hatten gemeinsam einen Plan entwickelt, Brände in Kinos zu legen. Einer von den Vieren war Scheich Hossein Ali Montazeri. Für Abadan hatte man diesen Plan an drei Personen gegeben, die das Kino dann auch in Brand gesetzt haben. Zwei davon sind bei dem Brand umgekommen. Einer hat überlebt und hat Probleme mit seinem Gewissen bekommen, weil er sich vorher nicht klargemacht hatte, welchen Schaden er anrichten würde, und dass der Schaden am Ende so groß sein würde.
Ich bin zu Chomeini gegangen und habe ihn gefragt, wie ich aus Recht Unrecht machen könne, wenn so viele Unschuldige verhaftet worden seien und dem Todesurteil entgegen sähen, während die Hauptschuldigen jetzt in hohen Positionen säßen. Ich habe keine Antwort erhalten.
Ich saß im Auto nach Maschhad, als ich davon hörte, dass die zu Unrecht Angeklagten von Abadan schuldig gesprochen und hingerichtet worden waren. Ich habe wirklich geweint.“

Scheich Tehrani lebte zur Zeit des Interviews im Exil im Irak.
Alireza Nourizadeh schrieb in seinem Buch Die guten Kinder von Amiriyeh (1995), dass der damalige Informationsminister Mohammad Reza Ameli-e Tehrani die Ermittlungsakte des Cinema-Rex-Falls in der Hand gehabt hätte. In der Akte sei ein Geständnis von Abdul Reza Ashur, der im Grenzgebiet von Irak und Iran lebte, enthalten. Ashur habe ausgesagt, dass der Auftrag, ein Kino in Abadan anzuzünden, aus Najaf gekommen sei, um die Bewohner von Chuzestan gegen Mohammad Reza Schah aufzuwiegeln. Neben ihm seien auch Foad Karimi und ein Mann namens Kiavash, der spätere Gouverneur, an der Vorbereitung des Anschlags beteiligt gewesen. Zum Zeitpunkt des Brandanschlages hielt sich Chomeini noch in Najaf auf. Am 6. Oktober 1978 wurde er aus dem Irak ausgewiesen.
In dem von Hossein Boroujerdi verfassten Buch „Poschte Pardehaja Enghelabe Eslami: Hinter dem Vorhang der islamischen Revolution“, das 2002 von Bahram Choubine herausgegeben wurde, wird Ali Chamene’i, der derzeitige politische und religiöse Führer des Iran, als der Mann benannt, der den Brennstoff für den Anschlag auf das Cinema Rex nach Abadan gebracht hat.